# Charles Berny d'Ouvillé
Pour les articles homonymes, voir Berny et Ouville (homonymie).
Claude Charles Antoine Berny d'Ouvillé dit Charles Berny né le  23 juillet 1775 à Clermont-Ferrand et mort le 7 janvier 1842 à Batignolles, est un peintre et miniaturiste français.

## Biographie
Berny expose des portraits au Salon de 1802 à 1833 dont celui  de l’actrice Émilie Leverd. 
De son épouse Eulalie Joséphine Biju-Duval d'Algreis qu'il avait épousée le 19 décembre 1811, il avait eu six enfants dont deux fils furent portraiturés par Eugène Delacroix respectivement en 1828 et en 1830 : Antoine Eugène Berny d'Ouville, né le 27 octobre 1812 à Lans sur Seine (portrait conservé dans la McIlhenney Collection à Philadelphie, États-Unis), et Amédée Pierre Berny d'Ouville, né le 20 décembre 1816 à Paris (portrait conservé à la Fondation Medeiros e Almeida, Portugal).
Ces deux tableaux Berny d'Ouvillé d'Eugène Delacroix font partie de la série dite portraits de la pension Goubaux, commandée à Delacroix par Prosper Goubaux, directeur de l'Institution Saint-Victor. Au total, on recense à ce jour dix portraits de ses élèves ayant remporté des prix au Concours général qui auraient été réalisés par Eugène Delacroix entre 1824 et 1834, par contrat passé avec le directeur Goubaux.

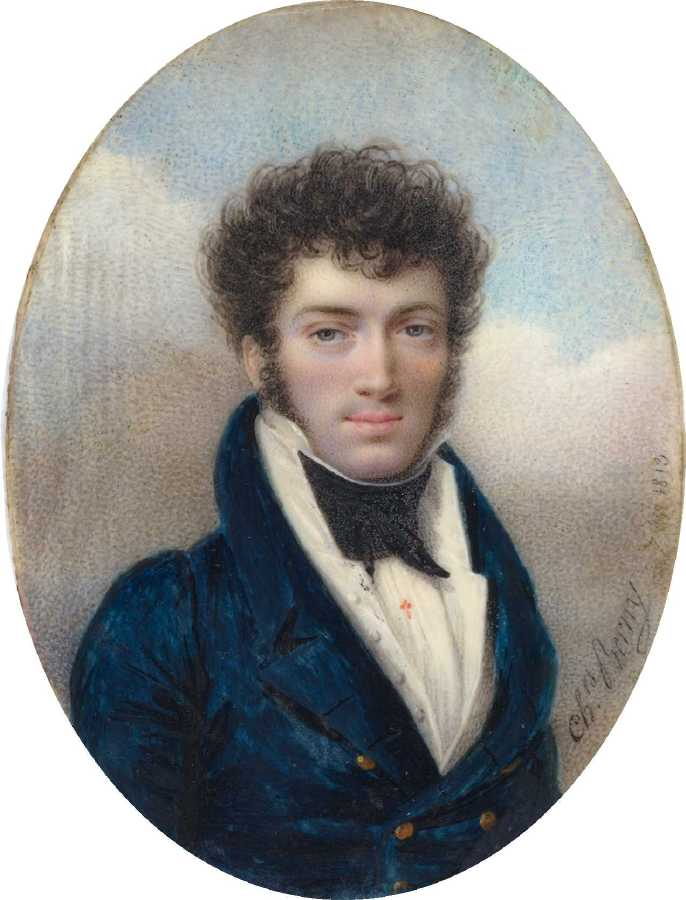
Miniature de Jean Elleviou en 1813